# Иловка (приток Великой)
Иловка — река в России, протекает по Псковской области. Устье реки находится в 132 км по левому берегу реки Великой. Длина реки — 16 км. Высота устья — 61,2 м над уровнем моря.

## Данные водного реестра
По данным государственного водного реестра России относится к Балтийскому бассейновому округу, водохозяйственный участок реки — Великая. Относится к речному бассейну реки Нарва (российская часть бассейна).
Код объекта в государственном водном реестре — 01030000112102000028496.